# Kwannon (Marvel Comics)
Kwannon es una personaje Japonesa que aparece en los cómics estadounidenses publicados por Marvel Comics. Apareció por primera vez en X-Men # 17 (febrero de 1993) y fue creada por el escritor Fabian Nicieza y el artista Andy Kubert. El personaje se asocia más comúnmente con los X-Men, específicamente el personaje de Betsy Braddock, con quien intercambió su cuerpo durante 29 años de publicación. En el cuerpo de Betsy, el personaje usó el seudónimo de Revanche (Revancha en España) y luego se convirtió en la segunda Psylocke (Mariposa Mental en España) una vez que la original, Bradock (quien había usado el seudónimo mientras su mente estaba en el cuerpo de Kwannon) se convirtió en la nueva Capitán Britania.
En sus apariciones iniciales, el personaje fue mostrado como una ex-asesina de La Mano con habilidades de telepatía empática de bajo nivel y el poder de generar una espada psiónica. Tras su resurrección y regreso a su cuerpo original en la serie limitada de 2018 Hunt for Wolverine: Mystery in Madrippor, y a partir del relanzamiento de Dawn of X, Kwannon ha aparecido como Psylocke en Fallen Angels, Hellions, y Marauders.

## Historial de publicaciones
Revanche apareció por primera vez en X-Men # 17 (febrero de 1993), creado por el escritor Fabian Nicieza y el artista Andy Kubert. Ella fue un personaje recurrente en los cómics de los X-Men hasta su muerte en X-Men # 31. Gran parte de la narración temprana que rodeaba al personaje de Revanche / Kwannon estaba confundida por los errores de continuidad creados por Fabian Nicieza, quien no había leído Uncanny X-Men # 255, que representa el personaje de Psylocke descubierto en las costas de una isla por ninjas del clan ninja La Mano. El origen de Revanche descrito en X-Men Vol 2 # 22 contradecía directamente esta escena, por lo que los cómics posteriores introdujeron una serie de eventos complicados para explicar esta y otras inconsistencias.
Kwannon luego resucitó permanentemente y regresó a su cuerpo original en las páginas finales de la serie limitada Hunt For Wolverine: Mystery In Madripoor # 4, y resurge en la serie 2019 Uncanny X-Men # 16.
Kwannon asumirá el manto de Psylocke, desde el cómic Fallen Angels.

## Biografía ficticia

### Origen
Kwannon era una mujer japonesa que fungía como asesina personal del señor del crimen japonés Nyoirin, uno de los integrantes de la Yakuza japonesa. De forma paralela, Kwannon también era la amante del asesino Matsu'o Tsurayaba, líder del clan de ninjas La Mano. En un momento, los intereses de Nyoirin entraron en conflicto con La Mano. A pesar de su amor, Kwannon no dudó en seguir las órdenes de su amo y lo defendió de un ataque de Matsu'o. En su batalla con Matsu'o, Kwannon cae de un acantilado. Sus lesiones físicas y la falta de oxígeno mientras estuvo sumergida en el agua, le causaron daños cerebrales y cayó en coma. Nyoirin, quién sentía un amor no correspondido por Kwannon, le pide a Matsu'o que la lleve a la base de La Mano para sanarla, con la promesa de que no volverá a atacar a su organización. Y es que La Mano puede usar sus recursos científicos y místicos para mantener vivo el cuerpo de Kwannon.

### Cambio de cuerpo con Psylocke
Justo en ese tiempo, La Mano descubre a la x-man Psylocke en una de las playas de la base de La Mano, en las costas del Mar del Sur de China. Psylocke estaba sumida en un letargo muy profundo tras haber cruzado el portal místico australiano Siege Perilous. La Mano la lleva ante Matsu'o. Este, desesperado por la agonía de su amada Kwannon, discute con Nyoirin la posibilidad de colocar la mente de Kwannon en el cuerpo de Psylocke, agregando que la transferencia requerirá el uso de los anillos de poder del señor del crimen Mandarín. Se revela que la empatía de bajo nivel de Kwannon es lo único que le permitirá a su mente resistir el contacto directo con la mente de una psíquica tan poderosa como Psylocke. Al mismo tiempo, Matsu'o llega a un acuerdo con la hechicera extradimensional Espiral, la asistente de Mojo, para garantizar que el cuerpo físico de Kwannon se cure lo suficiente como para sobrevivir al estrés del procedimiento. Como Mojo y Espiral tienen un marcado interés en Psylocke, y la transmisión continua de información transmitida por los ojos biónicos que implantaron en su cuerpo hace algún tiempo, Espiral usa su magia y la tecnología alienígena de su laboratorio (el Boddy Shop) para entremezclar el ADN de las dos mujeres. Los dos cuerpos ahora comparten rasgos genéticos y mutaciones (como el cabello y los ojos violetas), además de compartir habilidades telepáticas. También guardan un cierto parecido físico a pesar de sus diferentes razas. Ambas mujeres ahora también pueden crear armas psíquicas: Psylocke, una espada de energía telepática enfocada desde el dorso de su mano derecha, y Kwannon, una construcción psíquica katana.
El cambio de mentes entre las dos mujeres es solo parcialmente exitoso. Psylocke, en el cuerpo de Kwannon retiene todos sus recuerdos, pero adquiere las artes marciales y otros conocimientos de Kwannon. Mientras que Kwannon despierta inválida y amnésica, esencialmente como una pizarra en blanco, pero ahora habla con acento británico, incluso mientras habla japonés, y también puede leer en este idioma.
Sin embargo, Matsu'o no queda convencido con el cambio. El sigue deseando a Kwannon en su cuerpo original, por lo que decide llevarse con él a Psylocke, dejando a la Kwannon británica bajo el cuidado de Nyoirin. Este sale ganando, pues ahora tiene a su amada Kwannon, en mente si no en cuerpo.
Matsu'o entrena a Psylocke con La Mano y finalmente se la ofrece al Mandarín para que sirva como su asesina personal. Una Psylocke mentalmente manipulada, trabaja para el Mandarín, hasta que es rescatada por Wolverine en Madripoor. Aún en su cuerpo asiático, Psylocke tiene tanto parecido con su cuerpo británico, que Wolverine la reconoce y la libera del control de Matsu'o.
Nyoirin cuida a Kwannon para que recupere la salud física, al mismo tiempo que la entrena y alimenta sus mentiras sobre su historia e identidad. Nyoirin se refiere específicamente a ella como Kwannon, dejando en claro que ambos son conscientes de su verdadera identidad.
A instancias de Nyoirin, Kwannon viaja a Estados Unidos, se infiltra en la Mansión X. Ella se enfrenta a Psylocke en la Sala de Peligro derrotándola. Kwannon afirma ante los X-Men que ella es la verdadera Betsy Braddock, y que Psylocke es una impostora enviada por Nyoirin para asesinarlos a todos. Como Kwannon está en el antiguo cuerpo de Psylocke, sus aromas son los mismos e incluso la computadora de la mansión registra sus firmas de energía como duplicadas. Incluso el Profesor X y Jean Grey no pueden discernir telepáticamente de inmediato la verdad, ya que ambas mujeres comparten firmas psíquicas. Esto se exacerba cuando Psylocke rechaza un escaneo telepático más profundo ya que no quiere que su mente sea violada, mientras que Kwannon ofrece voluntariamente someterse. Kwannon también muestra un conocimiento íntimo de los X-Men, reconociendo a los presentes e identificando correctamente que nunca antes había conocido al Profesor X. Psylocke y Kwannon deciden resolver la cuestión de sus identidades a través del combate. Sin embargo, el Profesor X y Wolverine notan anomalías en la historia de Kwannon: su aroma es diferente al de Psylocke antes de pasar por el Siege Perilous, y ahora es experta en Ninjitsu, por lo tanto, deciden que Kwannon, que ahora se llama a sí misma Revanche, viaje a Japón con Psylocke y los X-Men para buscar respuestas.
Al infiltrarse en la propiedad de Nyoirin, Kwannon demuestra un profundo conocimiento de los edificios y las defensas, alegando que esto se debe a que estuvo prisionera allí durante meses. Ella lleva a los X-Men al estudio de Nyoirin, que contiene un gran retrato de Psylocke en el cuerpo de Kwannon, titulado "Kwannon In Repose". Revanche afirma que esto es una prueba de la traición de Psylocke, sin embargo, el retrato presenta cabello púrpura, que el cuerpo de Kwannon solo ganó después del intercambio mental, por lo que es claramente parte de un engaño mayor por parte de Revanche y Nyoirin. El cuarteto es emboscado por Silver Samurai, que es fácilmente derrotado por Psylocke y Revanche.
La batalla con Silver Samurai revela un pergamino oculto escrito por Nyoirin, que Revanche puede leer a pesar de estar escrito en japonés. Luego apuñala a Psylocke con su katana psíquica, evitando que se vaya mientras lee una historia del pergamino y proyecta las imágenes de esta historia en la mente de Psylocke. Estas parecen explicar lo que les sucedió a ambas: mientras estaba en una misión, Kwannon encontró a Psylocke que acababa de salir del Siege Perilous, con el cuerpo y la mente fracturados. Cuando las dos se tocaron, sus mentes se fusionaron, con un Psylocke confundida corriendo y siendo capturada por Matsu'o y el Mandarin, mientras que Revanche terminó en un sanatorio, y finalmente fue encontrado por Nyoirin. Un factor clave que demuestra la falsedad de esta historia, es que Psylocke muestra emerger del Siege Perilous completamente vestida con su armadura, mientras que cualquiera que realmente salga de este portal místico, lo hace desnudo. Los X-Men se enfrentan a Nyoirin. Después de un enfrentamiento, este insiste en que las dos mujeres han fusionado mentes e identidades, y las envía después con Matsu'o.
Psylocke y Revanche se enfrentan a Matsu'o en su casa, hiriéndolo gravemente y demostrando aún más su estilo coordinado de lucha. Matsu'o también insiste en que las dos mujeres tienen identidades combinadas, y él y Nyoirin las han moldeado deliberadamente para convertirlas en asesinas. Revanche termina siendo aceptada como parte de los X-men mientras se resuelve el misterio de su identidad.

### X-Men y muerte
Como parte de los X-Men, Revanche participa en batallas contra Magneto y una misión de los X-Men en Genosha con los Avengers. Finalmente se descubre que Revanche está contagiada del Virus Legado, un virus mortal que extermina mutantes. Su reacción a su enfermedad y su comportamiento posterior ponen en duda la verdad de sus afirmaciones. Revanche termina buscando la ayuda de un misterioso mutante sanador, que solo es un charlatán y la captura con ayuda de la Hermandad de Mutantes, solo para ser liberada por los X-Men.
Con su muerte acercándose, Revanche sale de la Mansión X en medio de la noche, dejando atrás los ojos biónicos que habían sido implantados en su cuerpo y una nota que confiesa su complicidad al intentar asumir la identidad de Psylocke. Al mismo tiempo, Epiral visita a Matsu'o, confesando su parte en la fusión de las dos mujeres. En su viaje a Japón, Revanche se enfrenta a Matsu'o por su parte en su terrible experiencia, afirmando que el Virus Legado está aumentando sus poderes telepáticos a medida que avanza hacia su muerte, permitiéndole cortar la niebla de su memoria, y las mentiras contadas por Nyoirin. Incluso mientras ella lee la mente de Matsu'o, él todavía se niega a ver a Revanche como es actualmente, imaginándola como Psylocke. También continúa insistiendo en que no tenía conocimiento de que las dos mujeres habían cambiando de cuerpo hasta después del hecho, sugiriendo un nivel extremo de negación en cuanto a su parte en el intercambio de cuerpos. Revanche confiesa que lo que creía que eran sus recuerdos anteriores, se basaban en mentiras y en un diario ficticio creado por Nyoirin específicamente para mantenerla alejada de Matsu'o. Esto explica por qué ella no reconoció a Matsu'o durante su encuentro anterior, mientras que Matsu'o afirma que él fingió no conocerla como parte de alguna penitencia por sus errores. Con el momento de su muerte inminente, Revanche le ruega a Matsu'o que la mate, y él lo hace. Psylocke siente su muerte telepáticamente.
Por otra parte, Psylocke es visitada por Espiral, quien confiesa su parte en los procedimientos y sugiere que debería usar los ojos biónicos para mostrarle la verdad. Psylocke observa estas imágenes desde el momento de su transformación, grabada por los ojos, lo que responde muchas preguntas sobre la participación de Matsu'o, Nyoirin, Mandarín y Espiral. También se da cuenta de que Revanche estaba usando inconscientemente sus poderes telepáticos para crear ira y confusión en las mentes a su alrededor, explicando las reacciones agresivas de Psylocke con algunos de los X-Men. Esta información la lleva de regreso a Japón, donde encuentra a Matsu'o, quien mató a Nyoirin por su participación en el drama. Matsu'o le presenta la verdad final sobre el intercambio de cuerpos, confirmando que Revanche nunca se sintió cómoda con las habilidades telepáticas que adquirió y proyectó esa ira e incomodidad en las mentes a su alrededor y que, finalmente, llegó a respetar a Psylocke y a los X-Men. Psylocke y Matsu'o entierran a Kwannon, dejando atrás su historia y partiendo pacíficamente.

### Profanación
Mucho más tarde, la Hermandad de Mutantes profanó y robó el cuerpo de Kwannon de una tumba en Tokio y realizó un ritual usando a una prisionera Psylocke, quién fue restaurada a la fuerza a su cuerpo original y bajo el control de Madelyne Pryor. En una confrontación entre la Hermandad de Mutantes y los X-Men, Psylocke se enfrentó a Dazzler, atacándola con su espada psiónica. Esta se defendió, canalizando el ruido ambiental de San Francisco en un intenso rayo láser, quemando la mitad de la cara de Psylocke y permitiéndole recuperar el control. Psylocke clavó su espada en su propia cabeza y se enfrentó a la contraparte más oscura que controlaba su cuerpo en el plano astral. Psylocke finalmente ganó, y su psique regresó al cuerpo de Kwannon, dejando su cuerpo original en cadáver una vez más. Posteriormente, Psylocke identifica el cuerpo de Kwannon como genuino y viaja a Japón, con la intención de volver a sepultarla, pero durante un ataque de agentes de La Mano, el cuerpo es destruido por órdenes de Matsu'o. Psylocke finalmente se da cuenta de que este es un intento de Matsu'o de incitarla a realizar un asesinato misericordioso contra él. Psylocke finalmente acepta y proyecta una ilusión de sí misma como Kwannon para consolarlo en sus últimos momentos.

### Resurrección
Durante una misión para encontrar a Wolverine (Hunt for Wolverine), el alma de Psylocke fue absorbida por la vampira mutante Sapphire Styx, dejando su cuerpo muerto. Cuando el alma de Psylocke escapa, el cuerpo de Styx explota y Psylocke instintivamente reforma un nuevo cuerpo, idéntico a su cuerpo británico original. Más tarde, se revela que Kwannon ha vuelto a la vida en su cuerpo original, ahora desocupado por Psylocke. Kwannon embosca a unos hombres en el penthouse de Viper, declarando en japonés que tiene algunas preguntas y manifestando uno de los cuchillos psíquicos de Psylocke.
Kwannon reapareció en East Transia cuando los X-Men enfentaron a una nueva versión de la Hermandad de Mutantes. Al descubrir que el Magneto que dirigía a este equipo era en realidad el clon Joseph, Kwannon lo mató con su espada. Luego le dijo a los X-Men, mientras hablaba en japonés, que estaba tratando de recordarlos y que ella no era nada de lo que Wolverine había estado traduciendo. Les dijo que había matado a Joseph porque él era un arma que se usaría para borrar a los mutantes del mundo si no era detenido.

### Dawn of X
En el nuevo statu quo de los mutantes tras los hechos de House of X y Powers of X, Kwannon se encuentra entre los mutantes de Krakoa reunidos para celebrar sus nuevas vidas. Es vista por Betsy Braddock, pero ambas evitan un contacto directo entre ellas. Intentando aún encontrar su lugar en esta nueva era, pasa a formar parte de un grupo informal de mutantes que incluye a Kid Cable y X-23, como los Ángeles Caídos (Fallen Angels) de este nuevo paraíso.
Poco después, asume el liderazgo de otro equipo de mutantes marginados: los Hellions, junto a Havok, John Greycrow (antes Scalphunter), Empath, Wild Child, Míster Sinister, Nanny y Orphan-Maker. Cuando Betsy llega a Krakoa, evita activamente a Kwannon por haber asumido su cuerpo durante muchos años y corrige a varias personas que intentan referirse a ella como Psylocke. Durante Excalibur, Betsy es transportada accidentalmente al cuerpo de la Reina Isabel III, una versión de realidad alternativa de sí misma. En esta realidad, Kwannon es la exesposa de Ángel, el amante de la Reina, y ayuda de mala gana a Betsy a encontrar el camino al Otro Mundo para que pueda volver a su universo original. Betsy intenta averiguar más sobre la vida de esta Kwannon pero, después de que Kwannon lee su mente y descubre su historia, se enfada y envía a Betsy lejos. Cuando Betsy regresa a su realidad original, sus compañeros sospechan que la mujer que se presenta como Betsy no es la verdadera. Mientras Rogue y Rictor buscan respuestas en el laboratorio de Apocalipsis, son atacados por Betsy pero son salvados por Kwannon, quien afirma que no es la verdadera Betsy Braddock. Kwannon se une a un ritual mágico que pretende reunir la conciencia de Betsy con un cuerpo clónico pero, cuando esto falla, libera la conciencia de Betsy, para enfado de Excalibur. Kwannon afirma que solo ella podrá encontrar a Betsy y se dirige al Otro Mundo, donde localiza la conciencia de Betsy atacando un pueblo. Las dos luchan psíquicamente, y Betsy declara que siente demasiado dolor por sus fracasos y por lo que le hizo a Kwannon y que siente que no puede seguir y exige a Kwannon que deje su espíritu descansar, pero Kwannon declara que su espíritu está dañando a otros y le dice que es digna de ser el Capitán Britania. Kwannon le explica que ninguna de las dos tuvo la culpa de que Betsy se apoderara de su cuerpo y que no había forma de «arreglar» lo sucedido, sino que ambas deben aceptar que siempre habrá una conexión entre ellas. Kwannon lleva entonces el alma de Betsy a su realidad original y la devuelve a su cuerpo, devolviéndola a la vida y acabando por fin con su anterior animosidad.

## Poderes y habilidades
Antes del intercambio de cuerpos con Psylocke, se decía que Kwannon era una émpata intuitiva. Se desconoce el alcance y el origen de estas habilidades. Al habitar el cuerpo de Psylocke, ganó habilidades telepáticas y el poder de generar una katana y otras construcciones de armas con cuchillas compuestas de energía psiónica. Estas cuchillas eran capaces de interrumpir las funciones neuronales de una persona al contacto, generalmente dejándolas inconscientes. La apariencia de la katana variaba; en al menos una ocasión se demostró que Revanche generaba una pequeña daga psíquica en lugar de una espada completa. Usando su psi-cuchilla, Revanche podría abrirse paso en la mente de otro telépata.
Aunque su nuevo cuerpo originalmente poseía una amplia gama de habilidades telepáticas, Revanche rara vez las utilizaba. En combate, se basó casi exclusivamente en su habilidad de artes marciales y su katana psíquica. Sin embargo, se demostró que poseía suficiente habilidad y poder para proteger con éxito su mente de los escaneos telepáticos de Jean Grey y colarse en la Mansión X sin ser detectada. Más tarde se explicó que debido a la incomodidad de usar su telepatía recién descubierta, Revanche proyectó inconscientemente su frustración y confusión sobre los X-Men cada vez que estaba cerca de ellos, haciendo que se sintieran más agitados y agresivos a cambio, y creer las mismas mentiras que Nyoirin le había dicho a ella misma. Esta manipulación fue tan sutil que ninguno de los otros telépatas de los X-Men pudo detectarla.
Una vez infectada con el Virus Legado, los poderes telepáticos de Revanche aumentaron hasta el punto en que fue capaz de atravesar la niebla de sus propios recuerdos nublados y recordar la verdad de sus orígenes. También se le mostró que leía mentes y proyectaba sus propios pensamientos, incluso en todos los continentes, y ocultaba psiónicamente su mente de las habilidades telepáticas del profesor Xavier, incluso estando de pie junto a él. Poco antes de su muerte, Revanche mostró un aura de energía psíquica similar a una mariposa cada vez que usaba sus poderes, como lo hizo Psylocke en sus cuerpos originales y japoneses. Revanche también fue capaz de imprimir temporalmente a Matsu'o Tsurayaba con energía telepática que liberó a Psylocke de las porciones de la mente de Revanche que había absorbido.
Tras la resurrección en su cuerpo original, Kwannon ha mostrado una gama más amplia de habilidades telepáticas: la capacidad de generar las mismas «espadas» de energía psiónica disruptiva que Betsy Braddock manifestaba mientras estaba en posesión del cuerpo de Kwannon, la capacidad de leer y proyectar pensamientos, proyectar su forma astral en el plano astral o en las mentes de otros, e identificar y rastrear firmas mentales a larga distancia. A menudo utiliza su telepatía para leer y contrarrestar los movimientos de sus oponentes durante el combate físico. En varias ocasiones, también ha demostrado una telequinesis de nivel medio, que le permite levitar, mover y manipular objetos y materia con su mente. Flota en el aire cuando medita y una vez creó un par de alas de mariposa psiónicas para volar a una distancia mayor.

## Otras versiones

### Ultimate Psylocke
La versión Ultimate Marvel de Kwannon aparece en Ultimate X-Men, comenzando en el número 32. La agente de Psi-Division S.T.R.I.K.E., Elisabeth Braddock, es asesinada por Colossus para destruir a Proteus, quien la ha tomado como su anfitrión. Más tarde aparece en la celebración de gala celebrada en la Mansión X, esta vez en el cuerpo de un adolescente japonés. Ella explica que después de su muerte, su conciencia migró al cuerpo de una chica japonesa en estado de coma llamada Kwannon, que estaba "feliz de ir a la luz". A pesar de las reacciones desdeñosas de sus oyentes, a Betsy no le importa el cambio, afirmando que "nunca se sintió más alegre". Esta versión de Kwannon era considerablemente más joven que Betsy Braddock; Al habitar el cuerpo de Kwannon, Betsy era demasiado joven para ser un agente de S.T.R.I.K.E. pero estaba trabajando encubierto para el profesor Xavier. Finalmente se convirtió en miembro de la formación más reciente de X-Men.

### Dinastía de M
Kwannon se vio como un miembro de la guardia de Magneto.

### Amalgam Comics
Revenche se fusiona con Saturn Girl de DC Comics para conformar a Psi-Girl.

## En otros medios
El personaje tuvo un cameo no hablado a mediados de la década de la serie de televisión de 1990, X-Men. Se la puede ver en la historia de varias partes "Más allá del bien y del mal" (Parte 4) como una de las psíquicas cautivas de Apocalipsis.